# Lennard Freeman
Lennard Freeman (Washington D. C., 10 de diciembre de 1995) es un baloncestista estadounidense que pertenece a la plantilla del Hapoel Haifa B.C. de la Ligat Winner israelí. Con 2,03 metros de estatura, juega en la posición de ala-pívot. 

## Trayectoria deportiva

### Universidad
Jugó cuatro temporadas con los Wolfpack de la Universidad Estatal de Carolina del Norte, en las que promedió 4,7 puntos y 5,2 rebotes por partido. La temporada 2016-17 la pasó en blanco debido a una lesión en la pierna que le hizo pasar por el quirófano.

### Profesional
Tras no ser elegido en el Draft de la NBA de 2018, firmó su primer contrato profesional con el Final Spor Genclik de la Türkiye Basketbol 1. Ligi, la segunda división turca, donde jugó una temporada en la que promedió 16,1 puntos y 10,7 rebotes por partido, acabando como el cuarto mejor reboteador de la liga.
La temporada siguiente fichó por el Belfius Mons-Hainaut de la Pro Basketball League, la primera división belga.
En verano de 2020, firmó por el Hapoel Haifa B.C., recién ascendido a la Ligat Winner israelí para disputar la temporada 2020-21.